# I'm Waiting for the Man
«I'm Waiting for the Man» (en español, «Estoy esperando al hombre») es una canción de la banda estadounidense The Velvet Underground, presente en su álbum debut de 1967 junto a Nico, The Velvet Underground & Nico. Una de las composiciones más versionadas de la banda, pertenece a los géneros de garage rock, y proto-punk. Escrita por Lou Reed en 1966, cuenta la historia de un hombre que viaja al barrio neoyorquino de Harlem, cerca de la intersección de la Avenida Lexington y la Calle 125, para comprar 26 dólares de heroína. Sobre la letra, Reed ha dicho: "Todo acerca de esa canción es cierto, excepto el precio".
Musicalmente, la canción ha sido descrita junto a «There She Goes Again» como la única que califica como rock and roll puro en el álbum. A lo largo de la canción, la banda toca en lo que se ha identificado como un "ritmo forzado", uno que hace hincapié en todos los acentos por igual. La canción finaliza con frenéticos golpes de piano mientras la línea de bajo empiezan a subir.
En 2004, fue enlistada en el número 161 en las 500 mejores canciones de todos los tiempos según Rolling Stone.

«Espero por mi hombre
Veintiséis dólares en mi mano
Hasta Lexington, 125
Me siento enfermo y sucio, más muerto que vivo
Espero por mi hombre».
Fragmento de «I'm Waiting for the Man».